# ハーバート・フィンガレット
ハーバート・フィンガレット（Herbert Fingarette、1921年1月20日 - 2018年11月2日）は、アメリカ合衆国の哲学者。カリフォルニア大学サンタバーバラ校の名誉教授。中国哲学、心の哲学、分析哲学、精神分析など研究し、「 孔子 」という著書が有名である。
カリフォルニア大学ロサンゼルス校からPh.Dを取得。孔子の説いた「礼」の中に西洋的宗教理念とは異なる実践重視、関係重視の宗教性を見出し、現代西洋思想の停滞を打破する鍵があるとした。2018年カリフォルニア州バークレーにある自宅にて死去。97歳没。

## 著書
- 日本語『論語は問いかける : 孔子との対話』→『孔子 : 聖としての世俗者』（1994年、平凡社）

※中国などにも訳されている